# Jean-Yves Ferri
Jean-Yves Ferri (Algèria, 20 d'abril de 1959), és autor, guionista i dibuixant de còmics francès.

## Biografia
Va néixer «en una cabana a la vora d'un camp de civada» el 1959. Col·labora amb la revista de còmics Fluide glacial des de 1993. Actualment viu a l'Arieja.
A més de Les fables autonome (Les rondalles autònomes, 1996-1998), és el creador d'Aimé Lacapelle (Fluide glacial, 2000-2008), heroi de la campanya profunda i policial del BIT (Bureau of Investigation Tarn). Posteriorment, va crear la sèrie Le retour à la terre (El retorn a la terra, 2002-2019), amb sis volums publicats, de la qual és guionista (signa els dibuixos Manu Larcenet). El seu treball conjunt dona lloc també als àlbums Correspondances (Correspondències, 2006) i Le sens de la vis (El sentit del cargol, 2007-2010), amb dos volums publicats.
En solitari, va realitzar De Gaulle à la plage (De Gaulle a la platja), de Dargaud el 2007. Es prepara una seqüela, De Gaulle à Londres (De Gaulle a Londres).
El 25 de juliol de 2011 va ser triat per Albert Uderzo i Editions Hachette com a guionista d'Astèrix, sèrie creada per René Goscinny i Albert Uderzo. Didier Conrad s'encarrega del dibuix. Jean-Yves Ferri va néixer el 1959, el mateix any que Astèrix i Didier Conrad.
En una entrevista realitzada el 6 de gener del 2019, va dir que per als àlbums d'Astèrix, Albert Uderzo, de 91 anys, encara dona la seva opinió: «Ell ho veu tot, és cert en absolut, però això no vol dir que ens faci observacions precises sobre cada punt. Ell confia en nosaltres».

## Obra
- Les fables autonomes (Les rondalles autònomes), (Fluide glacial), 2000 (ISBN 978-2352070139). Recopilació del volum I (1996) i II (1998). Guió i dibuix

- Aimé Lacapelle, (Fluide glacial). Guió i dibuix:

1. Je veille aux grains (Jo protegeixo els grans), 2000 (ISBN 978-2858153855).
2. Tonnerre sur le Sud-Ouest (Trons sobre el Sud-oest), 2001 (ISBN 978-2858152940).
3. Poules rebelles (Pollastres rebels), 2003 (ISBN 978-2858153497).
4. Bêtes à Bon Diou (Bèsties a Bon Diou), 2007 (ISBN 978-2858150076).

- Le Retour à la terre (El retorn a la terra), (Dargaud). Guió, amb dibuix de Manu Larcenet i Brigitte Findakly:

1. La vraie Vie (La verdadera vida), 2002 (ISBN 2-205-05321-3).
2. Les projets (Els projectes), 2003 (ISBN 2-205-05476-7).
3. Le vaste Monde (L'ample món), 2005 (ISBN 2-205-05625-5).
4. Le déluge (L'aiguat), 2006 (ISBN 2-205-05814-2).
5. Les révolutions (Les revolucions), 2008 (ISBN 978-2-8001-5315-5).
6. Les métamorphoses (Les metamorfosi), 2019 (ISBN 978-2205067668).

- Revoir Corfou, le recueil des dessins hors-séries (Revisant Corfú, la col·lecció de dibuixos fora de sèrie (1948-2004)). Col·lecció «Azote Liquide», (Fluide glacial), 2004 (ISBN 978-2858154173).

- Correspondances (Correspondències). Col·lecció «M'as-tu vu», (Les Rêveurs), 2006. Guió i dibuix amb Manu Larcenet.

- Le sens de la vis (El sentit del cargol), (Les Rêveurs). Guió, amb dibuix de Manu Larcenet:

1. La vacuité (La buidor), 2007 (ISBN 978-2-912747-25-9).
2. Tracer le cercle (Traçar el cercle), 2010 (ISBN 978-2-912747-53-2).

- De Gaulle, (Dargaud):

1. De Gaulle à la plage (De Gaulle a la platja), 2007 (va formar part de la Selecció Oficial del Festival d'Angoulême 2009).
2. De Gaulle à Londres (De Gaulle a Londres), en preparació.

- Astèrix, (Les Éditions Albert René). Guió, amb dibuix de Didier Conrad:

35. Astérix chez les Pictes (Astèrix i els pictes), 2013 (ISBN 978-8421679128).
36. Le papyrus de César (El papir del Cèsar), 2015 (ISBN 978-8469604694).
37. Astérix et la Transitalique (Astèrix a Itàlia), 2017 (ISBN 978-8469620397).

## Premis i distincions

### Premis
- Prix de l'Humour noir Grandville, 2005 (Revoir Corfou).
- Prix Jacques Lob, 2008 per tot el seu treball.
- Prix Virgin, 2005 (Le Vaste Monde).
- Cavaller de l'orde de les Arts i les Lletres, 2014.